# 好きだった君へ: P.S.まだ大好きです
『好きだった君へ: P.S.まだ大好きです』（原題:To All the Boys: P.S. I Still Love You）は2020年に配信されたロマンティック・コメディ映画である。監督はマイケル・フィモナリ、主演はラナ・コンドルとノア・センティネオが務めた。本作はジェニー・ハンが2015年に上梓した小説『P.S. I Still Love You』を原作としており、2018年に配信された映画『好きだった君へのラブレター』の続編である。また、本作はフィモナリの映画監督デビュー作でもある。

## 概略
前作での出来事の後、ララ・ジーン・コヴィーとピーター・ケヴィンスキーは本当に恋仲になった。2人の交際は順調な滑り出しを見せたかに思われたが、ララがかつてラブレターを送った男性が現れたばかりに、話がややこしくなっていくのだった。

## キャスト
※括弧内は日本語吹替。
- ラナ・コンドル - ララ・ジーン・コヴィー（井上ほの花）
- ノア・センティネオ - ピーター・ケヴィンスキー（小野賢章）
- ジョーダン・フィッシャー - ジョン・アンブローズ・マクラーレン（鈴木崚汰）
- ジャネル・パリッシュ - マーゴット（松井暁波）
- アナ・キャスカート - キャサリン（キティ）（須藤風花）
- トレッツォ・マホロ - ルーカス
- マデリーン・アーサー - クリスティン
- エミリヤ・バラナック - ジュヌビエーブ（ジェン）
- ジョン・コーベット - コヴィー医師（安井邦彦）
- ケルシー・マウェマ - エミリー
- ロス・バトラー - トレヴァー
- ホランド・テイラー - ストーミー・マクラーレン
- サラユ・ラオ - トリーナ

日本語版その他出演：村中知、下山田綾華、寺内よりえ、増岡裕子、清水裕亮、吉野貴大、夏谷美希、泊明日菜、赤石考、おまたかな、東内マリ子、松川裕輝　
日本語版スタッフ
演出：高田浩光、翻訳：遠藤美紀、録音・調整：武田将仁、録音スタジオ・制作：ACクリエイト

## 製作
2018年8月、ジェニー・ハンが『好きだった君へのラブレター』の続編となる小説、『P.S. I Still Love You』の映画化に意欲を見せていると報じられた。11月、Netflixとオーサムネス・フィルムズが続編の企画を始動させた。12月19日、ラナ・コンドルとノア・センティネオの続投が正式に発表された。
2019年3月22日、前作の撮影監督を務めたマイケル・フィモナリが本作で映画監督デビューを果たすとの報道があった。その際、ジャネル・パリッシュ、ジョン・コーベット、アナ・キャスカートの続投も発表された。28日、ジョン・アンブローズ・マクラーレン役が前作のジョーダン・バーチェットからジョーダン・フィッシャーに交代することになったと報じられた。4月、ロス・バトラー、ホランド・テイラー、サラユ・ラオ、マデリーン・アーサーがキャスト入りした。
本作の主要撮影はカナダのバンクーバーで2019年3月27日に始まり、同年5月10日に終了した。前作同様、ララ・ジーンが通う高校でのシーンはバンクーバー市内にあるポイント・グレイ中等学校で撮影された。

## マーケティング・評価
2019年12月19日、本作のオフィシャル・トレイラーが公開された。
本作は批評家から好意的に評価されている。映画批評集積サイトのRotten Tomatoesには32件のレビューがあり、批評家支持率は75%、平均点は10点満点で6.75点となっている。サイト側による批評家の見解の要約は「『好きだった君へ: P.S.まだ大好きです』は前作の追伸―万人受けするように仕上がってはいるが―としか思えない人もいるかもしれない。しかし、原作小説のファンはそれでも同作を心の底から楽しめるはずである。」となっている。また、Metacriticには12件のレビューがあり、加重平均値は57/100となっている。

## 続編
『P.S. I Still Love You』の続編となる小説、『Always and Forever, Lara Jean』の映画化も決定し、2019年7月15日に主要撮影が始まった。本作の続編『好きだった君へ: これからもずっと大好き』は2021年2月12日に全世界での配信が始まった。